# Парадеево (Оренбургская область)
Парадеево — село в Шарлыкском районе Оренбургской области России, административный центр Парадеевского сельсовета.
В селе Парадеево расположена сельская школа и кладбище, через населённый пункт с востока на северо-запад протекает река Кармалка, которая впадает в Тельгазу на краю деревни.
С юго-западной стороны в деревню входит дорога, разделяющаяся на два ответвления, которые уходят на север и восток. Дорога связывает сельсовет со Слоновским (сёла Покровка и Слоновка) и Преображенским (сёла Бобровка и Преображенка) сельсоветами. Дорога, идущая с юго-запада, ведёт в центр области, Оренбург.
Село Парадеево было основано в 1862 году переселенцы из Симбирской губернии. Численность населения в 1900 г. - 411 человек. Село стало административным центром Парадеевского сельсовета 9 марта 2005 года, когда в соответствии с законом Оренбургской области было образованно поселение и установлены его границы.

## Население
| 2010 | 2012 | 2013 | 2014 | 2015 | 2016 | 2017 |
| ---- | ---- | ---- | ---- | ---- | ---- | ---- |
| 302  | ↘292 | ↘289 | ↘286 | ↘276 | ↘263 | ↘257 |
| 2018 | 2019 | 2020 | 2021 |      |      |      |
| ↗264 | ↘261 | ↘257 | ↘244 |      |      |      |